# Cryptandra debilis
Cryptandra debilis är en brakvedsväxtart som beskrevs av Anthony R. Bean. Cryptandra debilis ingår i släktet Cryptandra och familjen brakvedsväxter. Inga underarter finns listade i Catalogue of Life.